# Ивановская сельская община (Черниговская область)
Ивановская сельская общи́на (укр. Іванівська сільська громада) — территориальная община в Черниговском районе Черниговской области Украины. Административный центр — село Ивановка.
Население — 7 399 человек. Площадь — 418,0 км².
Количество учреждений, оказывающих первичную медицинскую помощь — 11.

## История
Ивановская сельская община была создана 11 сентября 2016 года путём объединения Будинского, Ивановского, Красненского, Ладинского, Слободского  сельсоветов Черниговского района. Изначально её площадь составляла 306,69 км², а население — 5 593 человек (2018).
12 июня 2020 года в состав общины вошли территории Анисовского и Песковского сельсоветов Черниговского района.
17 июля 2020 года община вошла в состав нового Черниговского района.

## География
Община граничит с Черниговской (город Чернигов), Киенской, Гончаровской, Олишевской, Куликовской общинами. Реки: Десна, Вздвижа, Золотинка, Угорь.

## Населённые пункты
- Анисов
- Буды
- Викторовка
- Драчевщина
- Друцкое
- Еньков
- Золотинка
- Ивановка
- Колычовка
- Красное
- Ладинка
- Лукашовка
- Подгорное
- Пески
- Скоренец
- Слобода
- Ягодное